# Géza von Bolváry
Géza von Bolváry est un réalisateur, scénariste, acteur et metteur en scène hongrois, né Géza Maria von Bolváry-Zahn à Budapest (Hongrie) le 26 décembre 1897, mort à Altenbeuern (actuellement Neubeuern, Bavière, Allemagne) le 10 août 1961.

## Biographie
En 1920 (année où il tourne quatre films comme acteur, expérience qu'il ne renouvellera pas), il débute comme réalisateur et exerce à ce titre jusqu'en 1958 ; parmi la centaine de longs métrages qu'on lui doit, bon nombre sont des films musicaux ou des comédies. Dans les années 1920, il fonde avec le réalisateur Béla Gaál la première école de cinéma hongroise.
S'il exerce principalement en Allemagne (Munich, Berlin) et en Autriche (Vienne), il fait également quelques incursions en France (Paris), en Italie (Rome) et au Royaume-Uni (Londres), surtout à l'occasion de coproductions. Il est aussi scénariste de six de ses films et producteur de l'un d'entre eux (voir filmographie ci-après).
En outre, passée la Seconde Guerre mondiale (avant et pendant laquelle il reste installé en Allemagne, sans toutefois se compromettre avec le régime nazi), Bolváry travaille au Volksoper de Vienne, comme metteur en scène, sur des opérettes.
Il meurt d'une crise cardiaque le 10 août 1961.

## Filmographie partielle

### Comme réalisateur
(+ autres fonctions le cas échéant)
- 1920 : A kétarcú asszony (également scénariste)
- 1921 : A Megfagyott gyermek
- 1921 : Tavaszi szerelem (également scénariste)
- 1922 : Meseország
- 1923 : Mädchen, die man nicht heiratet (en)
- 1923 : Wüstenrausch
- 1923 : Der Weg zum Licht (en)
- 1924 : Egy fiúnak a fele (également scénariste)
- 1925 : Hochstapler wider Willen (en)
- 1925 : Die Königsgrenadiere (en)
- 1925 : Mutterherz (de)
- 1925 : Frauen, die nicht lieben dürfen
- 1926 : Die Fürstin der Riviera (de)
- 1925 : La Bayadère (en) (Die Liebe der Bajadere)
- 1926 : Das deutsche Mutterherz
- 1926 : Fräulein Mama (en)
- 1927 : Der Geisterzug (de)
- 1927 : Die Gefangene von Shanghai (de)
- 1928 : Le cœur ne vieillit pas (en) (Artisten)
- 1928 : La Valse amoureuse (de) (Der fesche Husar)
- 1928 : Haus Nummer 17 (de)
- 1929 : Palace de luxe (de) (Champagner)[1]
- 1929 : The Vagabond Queen (en)
- 1929 : Le Destructeur (de) (Der Würger)
- 1929 : Mon copain de papa (Vater und Sohn)
- 1930 : Ma fiancée de Chicago (Der Erzieher meiner Tochter)
- 1930 : Le Roi du flirt (de) (Delikatessen)
- 1930 : Deux Cœurs, une valse (Zwei Herzen im Dreiviertel-Takt)
- 1930 : Tango pour toi (en) (Ein Tango für Dich)
- 1930 : Rêve de Vienne (de) (Das Lied ist aus)
- 1930 : Un monsieur à tout faire (en) (Der Herr auf Bestellung)
- 1931 : Les Joyeuses Femmes de Vienne (it) (Die lustigen Weiber von Wien)
- 1931 : Le Vol de la Joconde (Der Raub der Mona Lisa)
- 1931 : L'amour commande (Liebeskommando)
- 1932 : C'est un amour qui passe (Ein Lied, ein Kuß, ein Mädel)
- 1932 : J'ai peur de moi (en) (Ich will nicht wissen, wer du bist)
- 1932 : Un homme de cœur (en) (Ein Mann mit Herz)
- 1933 : Ce que femme rêve (Was Frauen träumen)
- 1933 : La Nuit du grand amour (Die Nacht der großen Liebe)
- 1933 : Pardon, tévedtem (en), coréalisé avec Steve Sekely
- 1933 : Scandale à Budapest (de) (Skandal in Budapest)
- 1933 : Château de rêve (Das Schloß im Süden), coréalisé avec Henri-Georges Clouzot
- 1934 : Toi que j'adore (Ich kenn' dich nicht und liebe dich), coréalisé avec Albert Valentin
- 1934 : Parade de printemps (it) (Frühjahrsparade)
- 1934 : La Valse de l'adieu (de) (Abschiedswalzer) (version allemande de La Chanson de l'adieu)
- 1934 : La Chanson de l'adieu, coréalisé avec Albert Valentin
- 1935 : Songe d'une nuit d'hiver (en) (Winternachtstraum)
- 1935 : Stradivari (en) (version allemande de Stradivarius)
- 1935 : Stradivarius, coréalisé avec Albert Valentin
- 1935 : Le Flirt idéal (Es flüstert die Liebe)
- 1936 : Fête à bord (Die Entführung)
- 1936 : Château en Flandre (Das Schloß in Flandern)
- 1936 : Pensionnat de jeunes filles (en) (Mädchenpensionat)
- 1936 : Julika (de) (Ernte) (également scénariste)
- 1936 : Lumpaci le vagabond (Lumpacivagabundus) (également producteur)
- 1937 : Première (Premiere)
- 1937 : Le Charme de la Bohème (de) (Zauber der Boheme)
- 1937 : La Reine des midinettes (de) (Der Unwiderstehliche)
- 1938 : Sourires de Vienne (it) (Die unruhigen Mädchen)
- 1938 : Le Miroir de la vie (de) (Spiegel des Lebens)
- 1939 : Le Chant de la Puszta (en) (Zwischen Strom und Steppe) (également scénariste)
- 1939 : Tiszavirág (hu) (également scénariste)
- 1939 : Maria Ilona
- 1939 : Nuits de Vienne (de) (Opernball)
- 1940 : Histoires viennoises (de) (Wiener G'schichten)
- 1940 : Ritorno (it)
- 1940 : Musique de rêve (Traummusik ; version allemande de Ritorno)
- 1940 : L'Oiseleur (de) (Rosen in Tirol)
- 1941 : Le Mariage de Vera (Dreimal Hochzeit)
- 1942 : Le Vengeur (de) (Schicksal)
- 1942 : Comtesse incognito (de) (Die heimliche Gräfin)
- 1943 : Le Jour sombre (Der dunkle Tag)
- 1943 : Un homme de principe (sh) (Ein Mann mit Grundsätzen?)
- 1944 : Schrammeln (de)
- 1945 : Die tolle Susanne (de)
- 1946 : La Chauve-souris (Die Fledermaus)
- 1949 : Wer bist du, den ich liebe? (de)
- 1950 : Nuit de noces au paradis (de) (Hochzeitsnacht im Paradies)
- 1951 : Les Yeux noirs (de) (Schwarze Augen)
- 1952 : Ma femme fait des bêtises (de) (Meine Frau macht Dummheiten)
- 1952 : Un garçon manqué (de) (Fritz und Friederike)
- 1953 : La Fille du régiment (de) (Die Tochter der Kompanie)
- 1953 : Un jour, je reviendrai (de) (Einmal kehr’ ich wieder)
- 1955 : Mon fils Léopold (de) (Ein Herz bleibt allein)
- 1955 : L'Amour au Tyrol (de) (Ja, ja, die Liebe in Tirol)
- 1956 : Mélodie de la Forêt-Noire (Schwarzwaldmelodie)
- 1956 : Quand reviendra la première hirondelle (de) (Was die Schwalbe sang)
- 1956 : Les Cosaques du Don (de) (Das Donkosakenlied)
- 1957 : Là-haut sur la montagne (de) (Hoch droben auf dem Berg)
- 1957 : La Belle et le Ténor (de) (Schön ist die Welt)
- 1957 : Et la joie de vivre reviendra (Es wird alles wieder gut)
- 1958 : Mélodie du souvenir (de) (Zwei Herzen im Mai)
- 1958 : Das gab’s nur einmal (de)
- 1958 : Les Joyeux Troubadours (Schwarzwälder Kirsch)
- 1958 : La Marche de Radetzky (Hoch klingt der Radetzkymarsch)
- 1958 : Une chanson fait le tour du monde (de) (Ein Lied geht um die Welt)

### comme acteur
- 1920 : Lengyelvér de Béla Balogh
- 1920 : Jön a rozson át ! de Béla Balogh
- 1920 : Gyermekszív de Béla Balogh
- 1920 : A Tizennegyedik de Béla Balogh